# 噶倫

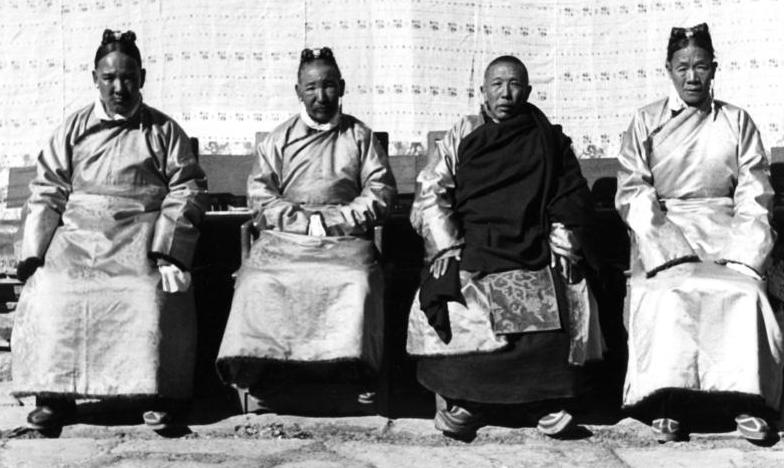
噶廈的四位噶倫，拍攝於1938年五世熱振攝政時期

噶倫（藏語：བཀའ་བློན་，威利转写：bka' blon，THL：Kalön，標準藏語发音：[kálø ̃]），一作噶布倫、噶卜倫、噶隆，是清代西藏官府噶廈的長官，“綜理藏務”。書面語稱頓那東（mdun na vdon），尊稱為夏卜拜（zhabs pad）。首席噶倫稱為噶倫赤巴。
吐蕃時即有“大貢論”（論茝）等諸“論”之官。清康熙五十九年（1720年），清軍將準噶爾蒙古兵逐出西藏，並護送達賴喇嘛轉世靈童格桑嘉措進入拉薩。同時廢除第巴官職，置噶倫三員，共同輔佐達賴喇嘛掌政。雍正元年（1723年），噶倫員額改為五人。雍正三年（1725年），封噶倫康濟鼐為貝子，命其總理藏內事務，由噶倫阿爾布巴等協理。然而各噶倫之間明爭暗闘，各自為政。雍正五年（1727年），康濟鼐為阿爾布巴、隆布鼐一黨所殺。另一噶倫頗羅鼐平定了阿爾布巴之亂，被乾隆皇帝封為札薩克郡王，主持藏政。但頗羅鼐死後，其子珠爾默特那木札勒心懷異志，被駐藏大臣傅清、拉布敦斬殺，其黨羽遂後發動叛亂。乾隆十六年（1751年），清軍入藏平定珠爾默特那木札勒之亂，並颁布《西藏善後章程》十三条，正式設立噶廈衙門，定噶倫員額為四人，三俗一僧，正三品。噶廈始置時的四噶倫為輔國公班第達、札薩克台吉策棱旺札勒、色裕特塞布騰、喇嘛尼瑪嘉木燦。此後，西藏大部分地方的日常行政事務，由噶倫擬定後呈送駐藏大臣及達賴喇嘛批准施行。噶倫的任命是由噶廈提名四五人，達賴喇嘛通常從中選擇。
乾隆五十七年（1792年），大將軍福康安領兵擊退廓爾喀入侵。為整治西藏吏制，乾隆皇帝下諭頒行福康安所奏《欽定藏內善後章程》二十九條，定噶倫年俸為白銀一百兩、大緞四匹，並撥給公田。如遇出缺，由駐藏大臣會同達賴喇嘛於噶廈四品官（即戴琫、仔琫、商卓特巴）中揀選，並奏請朝廷補放。噶倫權位頗重，號稱“四相”。
1914年以後，昌都總管由噶倫中的一位兼任。1923年，十三世達賴喇嘛與九世班禪額爾德尼矛盾激化，班禪出走漢地，日喀則附近原屬班禪額爾德尼的幾個宗也歸噶廈管理。1951年，噶倫阿沛·阿旺晉美代表噶廈與中華人民共和國中央政府簽訂《十七條協議》，中國人民解放軍進駐西藏。
1959年，十四世達賴喇嘛流亡印度。中華人民共和國政府廢除噶廈這個機構，籌建西藏自治區，噶倫職位也隨之被廢除。同年，十四世達賴喇嘛在達蘭薩拉設立西藏流亡政府，重新設立噶廈等流亡政府機構。噶廈中設有噶倫職位，相當於內閣部長。

### 引用
1. ↑  《清史稿》卷一百一十七職官志
2. ↑  Melvyn C. Goldstein; Gelek Rimpoche. . University of California Press. January 1989: 13–14. ISBN 978-0-520-06140-8.（英文）
3. ↑  《衛藏通志》卷十二《乾隆五十八年欽定西藏章程》